# Dubiaranea gloriosa
Dubiaranea gloriosa is een spinnensoort uit de familie hangmatspinnen (Linyphiidae). De soort komt voor in Colombia.